# Ferdinand-Wolf-Park
Ferdinand-Wolf-Park är en park i Österrike.   Den ligger i förbundslandet Wien, i den östra delen av landet, 9 km väster om huvudstaden Wien. Ferdinand-Wolf-Park ligger 214 meter över havet.
Terrängen runt Ferdinand-Wolf-Park är kuperad åt nordväst, men åt sydost är den platt. Ferdinand-Wolf-Park ligger nere i en dal. Runt Ferdinand-Wolf-Park är det mycket tätbefolkat, med 3 134 invånare per kvadratkilometer.. Närmaste större samhälle är Wien, 8,9 km öster om Ferdinand-Wolf-Park. 
Runt Ferdinand-Wolf-Park är det i huvudsak tätbebyggt.